# Roger Bohbot
Pour les articles homonymes, voir Bohbot.
Roger Bohbot est un scénariste français.

## Biographie
Il a été nommé quatre fois pour le César du meilleur scénario original ou adaptation pour La Vie rêvée des anges en 1999, Depuis qu'Otar est parti... en 2004 et Rois et reine en 2005 avant de remporter celui de la meilleure adaptation avec Pascale Ferran et Pierre Trividic pour Lady Chatterley en 2007.

## Filmographie
- 1998 : La Vie rêvée des anges d'Érick Zonca
- 2000 : Une femme d'extérieur de Christophe Blanc
- 2001 : De l'histoire ancienne de Orso Miret
- 2003 : Stormy Weather de Sólveig Anspach
- 2003 : Depuis qu'Otar est parti... de Julie Bertuccelli
- 2004 : Le Silence d'Orso Miret
- 2004 : Le Rôle de sa vie de François Favrat
- 2004 : Rois et Reine d'Arnaud Desplechin
- 2006 : Itinéraires de Christophe Otzenberger
- 2006 : Lady Chatterley de Pascale Ferran
- 2007 : Lady Chatterley et l'Homme des bois de Pascale Ferran, téléfilm en deux parties pour Arte
- 2008 : Julia d'Érick Zonca
- 2009 : Les Regrets de Cédric Kahn
- 2010 : Blanc comme neige de Christophe Blanc